# Marcin Czarny
Marcin Czarny – późnogotycki malarz krakowski, czynny w latach 1477–1509. W wykazie seniorów krakowskiego cechu malarzy z 1499 wzmiankowany był jako Czarny; nazywany był także Swacz, Schwarvz, Niger.
Był synem krakowskiego mieszczanina Stanisława. Prawa miejskie uzyskał 1477 roku. W 1487 roku kupił dom przy ulicy Szerokiej. W latach 1483–1507 był dwunastokrotnie wybierany na starszego cechu malarzy. Zmarł śmiercią nagłą w 1509 roku. Jego pracownię przejął syn Mikołaj i prowadził ją do 1516 roku.
Miał czwórkę dzieci, jedyny syn Mikołaj został jego uczniem i poszedł w ślady ojca. Uczniami Marcina Czarnego byli ponadto Stanisław Łapczycki i Bernard z Mogilnicy; czeladnikiem mistrza był Jakub z Jędrzejowa.

## Przypisywane prace i ich opis

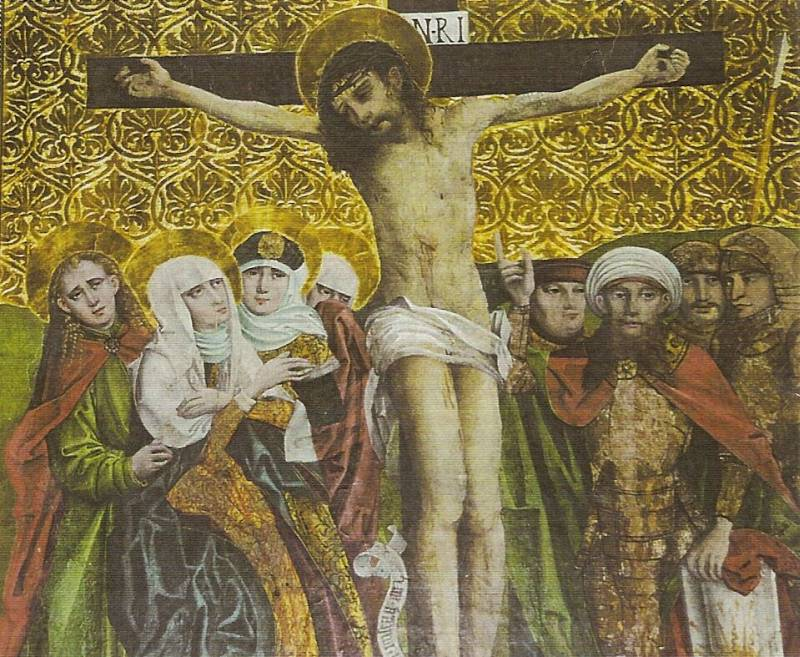
Ukrzyżowanie
kościół w Uniejowie